# Ловчинский, Дмитрий Петрович
Дми́трий Петро́вич Ловчи́нский (Ловчиский; рум. Dimitrie Lovciski; ? — ?) — городской голова Кишинёва с 1825 по 1830, с 1834 по 1836 и с 1843 по 1845.

## Биография
Купец 2-й гильдии Дмитрий Петрович Ловчинский впервые был избран градоначальником Кишинёва в 1825 году, сменив на этой должности капитана Ангела Ноура. На время его первого правления пришлось окончание кишинёвской ссылки А. С. Пушкина, уход из городской управы декабристов П. С. Пущина, В. Ф. Раевского, М. Ф. Орлова.
В 1834 году, после четырёхлетнего правления Ставрия Димо, Ловчинский вновь избран городской головой. При нём, 13 октября 1836 года был освящён Собор Рождества Христова, строительство которого началось ещё в 1830 году.
Состоял членом в Приказе общественного призрения Бессарабской области.
В 1843 году возвращает себе на два года бразды правления Кишинёвом, но в 1845 году окончательно уходит с поста, передав власть дворянину Дмитрию Дурдуфи.
Награждён Золотой медалью «За усердие» на Аннинской ленте.